# Molly McCann
Molly McCann (Liverpool, 4 de maio de 1990) é uma lutadora inglesa de artes marciais mistas, luta na categoria peso-mosca feminino do Ultimate Fighting Championship.

## Carreira no MMA

### Ultimate Fighting Championship
McCann fez sua estreia no UFC em 27 de maio de 2018 contra Gillian Robertson no UFC Fight Night: Thompson vs. Till. Ela perdeu por finalização no segundo round.
Sua segunda luta veio em 16 de março de 2019 contra Priscila Cachoeira no UFC Fight Night: Till vs. Masvidal. Ela venceu por decisão unânime.
McCann enfrentou Ariane Lipski em 22 de junho de 2019 no UFC Fight Night: Moicano vs. Korean Zombie. Ela venceu por decisão unânime. Após a luta, McCann assinou um novo contrato de 4 lutas com o UFC.
McCann enfrentou Diana Belbiţă em 18 de outubro de 2019 no UFC on ESPN: Reyes vs. Weidman. Ela venceu por decisão unânime.

## Cartel no MMA
| Cartel no MMA   |             |            |
| 17 lutas        | 13 vitórias | 4 derrotas |
| Por nocaute     | 6           | 0          |
| Por finalização | 0           | 1          |
| Por decisão     | 7           | 3          |

| Res.    | Cartel | Oponente               | Método                                         | Evento                                     | Data       | Round | Tempo | Local                       | Notas                                                   |
| ------- | ------ | ---------------------- | ---------------------------------------------- | ------------------------------------------ | ---------- | ----- | ----- | --------------------------- | ------------------------------------------------------- |
| Vitória | 13-4   | Hannah Goldy           | Nocaute técnico (cotovelada invertida e socos) | UFC Fight Night: Blaydes vs. Aspinall      | 23/07/2022 | 1     | 3:52  | Londres                     |                                                         |
| Vitória | 12-4   | Luana Carolina         | Nocaute (cotovelada invertida)                 | UFC Fight Night: Volkov vs. Aspinall       | 19/03/2022 | 3     | 1:52  | Londres                     | Performance da Noite.                                   |
| Vitória | 11-4   | Ji Yeon Kim            | Decisão (unânime)                              | UFC Fight Night: Brunson vs. Till          | 04/09/2021 | 3     | 5:00  | Las Vegas, Nevada           | Luta da Noite.                                          |
| Derrota | 10-4   | Lara Procópio          | Decisão (unânime)                              | UFC Fight Night: Overeem vs. Volkov        | 06/02/2021 | 3     | 5:00  | Las Vegas, Nevada           |                                                         |
| Derrota | 10-3   | Taila Santos           | Decisão (unânime)                              | UFC on ESPN: Kattar vs. Ige                | 15/07/2020 | 3     | 5:00  | Abu Dhabi                   |                                                         |
| Vitória | 10-2   | Diana Belbiţă          | Decisão (unânime)                              | UFC on ESPN: Reyes vs. Weidman             | 18/10/2019 | 3     | 5:00  | Boston, Massachusetts       |                                                         |
| Vitória | 9-2    | Ariane Lipski          | Decisão (unânime)                              | UFC Fight Night: Moicano vs. Korean Zombie | 22/06/2019 | 3     | 5:00  | Greenville, Carolina do Sul |                                                         |
| Vitória | 8-2    | Priscila Cachoeira     | Decisão (unânime)                              | UFC Fight Night: Till vs. Masvidal         | 16/03/2019 | 3     | 5:00  | Londres                     |                                                         |
| Derrota | 7-2    | Gillian Robertson      | Finalização (mata leão)                        | UFC Fight Night: Thompson vs. Till         | 27/05/2018 | 2     | 2:05  | Liverpool                   | Estreia no UFC.                                         |
| Vitória | 7-1    | Bryony Tyrell          | Nocaute Técnico (socos)                        | Cage Warriors 90                           | 24/02/2018 | 2     | 1:32  | Liverpool                   | Ganhou o Cinturão Peso Mosca Feminino do Cage Warriors. |
| Vitória | 6-1    | Priscila de Souza      | Decisão (unânime)                              | Cage Warriors 88                           | 28/10/2017 | 3     | 5:00  | Liverpool                   |                                                         |
| Vitória | 5-1    | Lacey Schuckman        | Decisão (unânime)                              | Cage Warriors 82                           | 01/04/2017 | 3     | 5:00  | Liverpool                   |                                                         |
| Vitória | 4-1    | Anjela Pink            | Nocaute Técnico (joelhadas e socos)            | Shinobi War 9                              | 26/11/2016 | 1     | 0:50  | Liverpool                   |                                                         |
| Vitória | 3-1    | Macicilia Benkhettache | Nocaute Técnico (socos)                        | Shock N' Awe 23                            | 01/10/2016 | 2     | 1:15  | Portsmouth                  |                                                         |
| Vitória | 2-1    | Valérie Domergue       | Decisão (dividida)                             | Shock N' Awe 22                            | 01/04/2016 | 3     | 5:00  | Portsmouth                  |                                                         |
| Derrota | 1-1    | Vanessa Melo           | Decisão (unânime)                              | XFC International 12                       | 28/11/2015 | 3     | 5:00  | São Paulo                   |                                                         |
| Vitória | 1-0    | Katy Horlick           | Nocaute técnico (socos)                        | Shock N' Awe 20                            | 30/05/2015 | 1     | 3:12  | Portsmouth                  | Estreia no Peso Mosca.                                  |